# 29 Cygni
29 Cygni (b³ Cygni) é uma estrela na direção da Cygnus. Possui uma ascensão reta de 20h 14m 31.98s e uma declinação de +36° 48′ 22.1″. Sua magnitude aparente é igual a 4.93. Considerando sua distância de 134 anos-luz em relação à Terra, sua magnitude absoluta é igual a 1.86. Pertence à classe espectral A2V.